# Dutchdelta Finance
Die Dutchdelta Finance S.à r.l. ist eine als Finanzierungsgesellschaft dienende Tochtergesellschaft der E.ON SE mit Sitz in Luxemburg, die zur Steuervermeidung eingerichtet wurde. Im November 2014 gelangte die vertrauliche Korrespondenz über die Entstehung der Dutchdelta Finance durch die Luxemburg-Leaks an die Öffentlichkeit. Sie sind u. a. in einer Datenbank des International Consortium of Investigative Journalists (ICIJ) im Internet einsehbar. An der Veröffentlichung und der Aufarbeitung der Finanzgeschäfte von Dutchdelta, waren unter anderem die Süddeutsche Zeitung und der NDR beteiligt.

## Geschäftsführung und Firmensitz
Als Geschäftsführer der Dutchdelta Finance wurden Paul de Haan und Jack Groesbeek durch E.ON eingesetzt. Die Geschäftsmänner leiten mehrere Firmen in Luxemburg und sind Inhaber der Intruma Corporate Services S.à r.l. Dutchdelta Finance ist auf dem Boulevard Prince Henri 17 ansässig, wo auch die Intruma ihren Firmensitz hat.

## Kreditgeschäfte
Gemäß den bekannt gewordenen Steuerdokumenten haben Dutchdelta und eine zweite Gesellschaft in Malta Kredite an andere Tochterunternehmen E.ONs in den USA, Großbritannien und Schweden vergeben. Einzelne Buchungen belaufen sich nach Angaben der Süddeutschen Zeitung etwa auf 2,6 Milliarden Dollar, 200 Millionen Euro und 14 Milliarden Britische Pfund.

## Steuervermeidung
Wenn E.ON diese Kredite etwa aus Deutschland, wo der Konzern seine Zentrale hat, vergeben würde, müsste E.ON die Zinsgewinne zu einem höheren Steuersatz als in Luxemburg versteuern. In Luxemburg (und Malta) sind die Steuersätze marginal. Weiterhin wird der Schuldendienst aus den USA, Großbritannien und Schweden nach Luxemburg dazu genutzt, die steuerlichen Gewinne und damit die zu bezahlenden Steuern zu senken.

## Eigenständigkeit
Nach Luxemburger Recht müsste es sich bei Dutchdelta Finance um eine eigenständige Firma handeln, andernfalls müssten die Gewinne in dem Land, von wo aus die Firma verwaltet wird, versteuert werden. Die Süddeutsche Zeitung liefert einige Hinweise: 2011 hatte Dutchdelta Finance laut Bilanz „0“ Angestellte. Ein E.ON Sprecher gibt gegenüber der Zeitung an, man hätte mindestens einen Angestellten gehabt, weiterhin hätten Angestellte von anderen Luxemburger E.ON-Tochtergesellschaften Dienstleistungen für Dutchdelta erbracht, deswegen tauchten von 2004 bis 2011 keinerlei Löhne in den Bilanzen auf.